# Hartrandt
Hartrandt és una concentració de població designada pel cens dels Estats Units a l'estat de Wyoming. Segons el cens del 2000 tenia 682 habitants.

## Demografia
Segons el cens del 2000, Hartrandt tenia 682 habitants, 248 habitatges, i 183 famílies. La densitat de població era de 172,1 habitants/km².
Dels 248 habitatges en un 35,9% hi vivien nens de menys de 18 anys, en un 57,7% hi vivien parelles casades, en un 8,9% dones solteres, i en un 26,2% no eren unitats familiars. En el 17,3% dels habitatges hi vivien persones soles el 6,5% de les quals corresponia a persones de 65 anys o més que vivien soles. El nombre mitjà de persones vivint en cada habitatge era de 2,74 i el nombre mitjà de persones que vivien en cada família era de 3,09.
Per edats la població es repartia de la següent manera: un 26,8% tenia menys de 18 anys, un 8,7% entre 18 i 24, un 31,1% entre 25 i 44, un 24,8% de 45 a 60 i un 8,7% 65 anys o més.
L'edat mediana era de 34 anys. Per cada 100 dones de 18 o més anys hi havia 107,1 homes.
La renda mediana per habitatge era de 25.694 $ i la renda mediana per família de 35.000 $. Els homes tenien una renda mediana de 24.943 $ mentre que les dones 15.625 $. La renda per capita de la població era de 12.340 $. Entorn del 15,3% de les famílies i el 28% de la població estaven per davall del llindar de pobresa.

## Poblacions més properes
El següent diagrama mostra les poblacions més properes.